# Molophilus pleurolineatus
Molophilus pleurolineatus là một loài ruồi trong họ Limoniidae. Chúng phân bố ở miền Cổ bắc.